# Fjällripa
Fjällripa (Lagopus muta) är en hönsfågel som lever cirkumpolärt i karga arktiska och subarktiska områden, och det förekommer också ett antal isolerade bergspopulationer på sydligare breddgrader. Arten delas upp i 30 underarter varav ett fåtal högarktiska populationer är flyttfåglar. Fjällripan är till utseendet lik dalripan med stor rund kropp och ganska litet huvud. De olika underarterna skiljer sig i fjäderdräkt och storlek där nominatformen som adult mäter 31–35 cm. Fjäderdräkten fungerar kamouflerande året om och arten uppvisar en komplex ruggningsstrategi. Den har helvit fjäderdräkt på vintern och en gråbrunspräcklig på vår och sommar. Den har fjäderklädda tarser och röd kam ovanför ögat som fungerar signalerande under parningsleken.
Fjällripan föredrar högre höjder men uppträder på höjder från havsnivån till 5 050 meter. På grund av habitatet som består av karg tundra, ofta i klippiga område, är den utsatt för predation från ett fåtal rovdjur och kan därför uppträda orädd gentemot människan. Den lever främst av knoppar av björk och pil men tar även andra växtdelar och juvenilerna äter också insekter. Boet är en uppskrapad grop direkt på marken där den i genomsnitt lägger 5–8 ägg som honan ruvar i 21–23 dagar. Ungarna tas om hand av honan. Den globala populationen är mycket stor och bedöms av IUCN som livskraftig, men vissa lokala populationer bedöms som hotade. Det förekommer viss jakt på arten men inte alls i samma utsträckning som på dalripa.

## Utbredning och systematik
Fjällripan förekommer i arktiska och subarktiska Eurasien och Nordamerika inklusive Grönland. Det finns ett antal isolerade bergspopulationer på sydligare breddgrader i Skottland, Pyreneerna, Alperna, Bulgarien, Uralbergen, Pamir, Altaj och Japan. Under den senaste istiden var arten mycket mer spridd runt om i Europa. Merparten av världspopulationen av fjällripa är stannfåglar men vissa högarktiska populationer som captus på östra Grönland är flyttfåglar och fåglar av denna underart har observerats på Island.

### Taxonomi
Arten beskrevs första gången taxonomiskt av Linnélärjungen Lars Montin som Tetrao mutus 1781. Ibland uppges auktorsårtalet felaktigt vara 1776 vilket beror på att Montin det året publicerade rapporten "Tvänne arter af snöripan" i tidskriften Physiographiska sällskapets handlingar där han beskrev arten som han studerat redan under sin resa i Luleå Lappmark 1749. Dock beskrev han den inte utifrån det binomiala systemet utan detta skedde först 1781.

### Underarter
Fjällripan delas upp i en mängd underarter, och olika auktoriteter väljer att dela upp den på olika sätt, men antalet brukar ligga mellan 20 och 30 underarter. Tongivande Clements et al. väljer att dela upp den i 30 underarter. Det finns exempelvis en mängd beskrivna populationer bara på Aleuterna och av dess väljer vissa auktorer att bedöma åtta stycken som underarter.

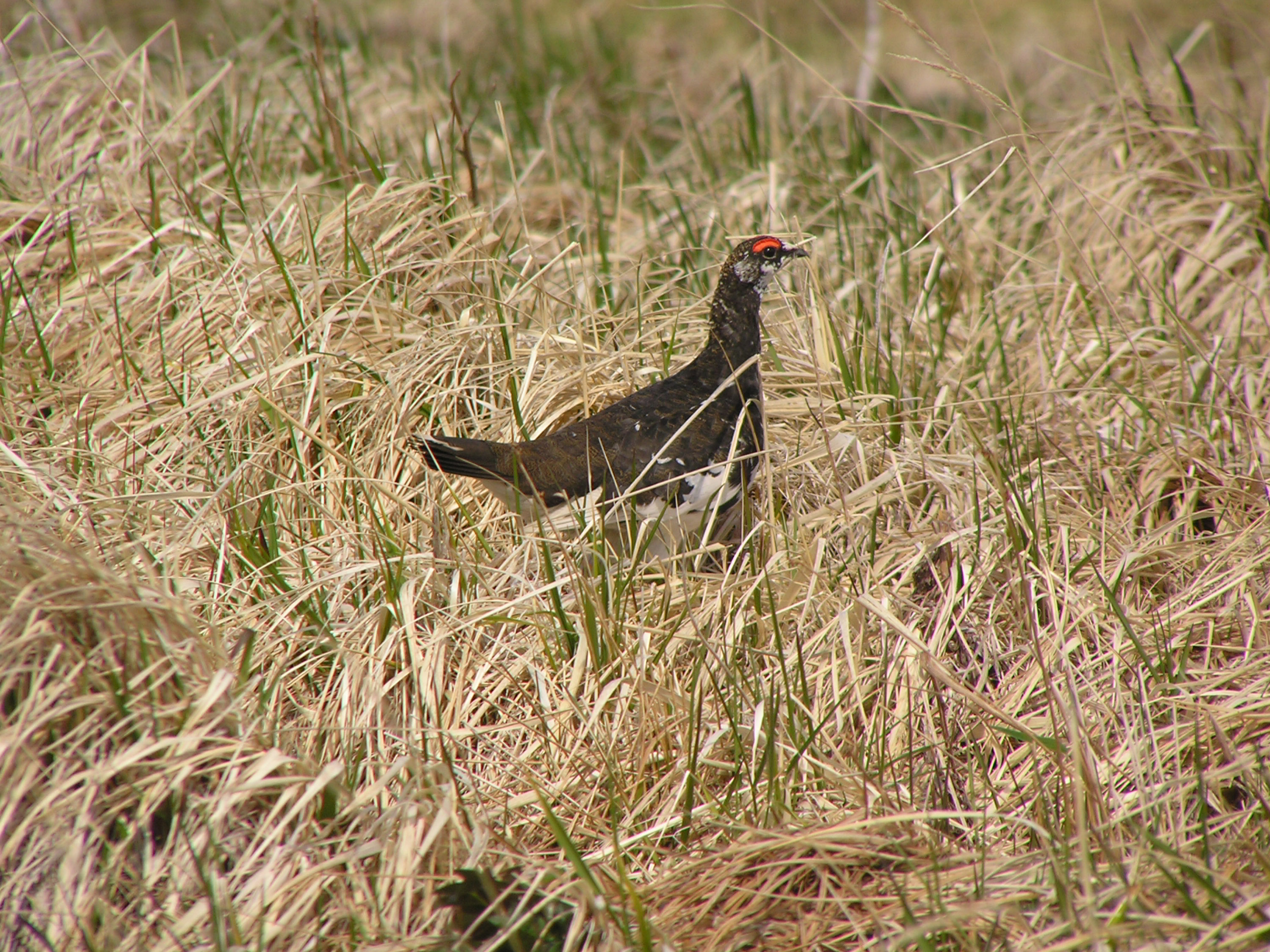
Den större underarten L. m. evermanni som är endemisk för ön Attu på Aleuterna, lever på låglänta gräsmarker och har en mycket mörk häckningsdräkt.

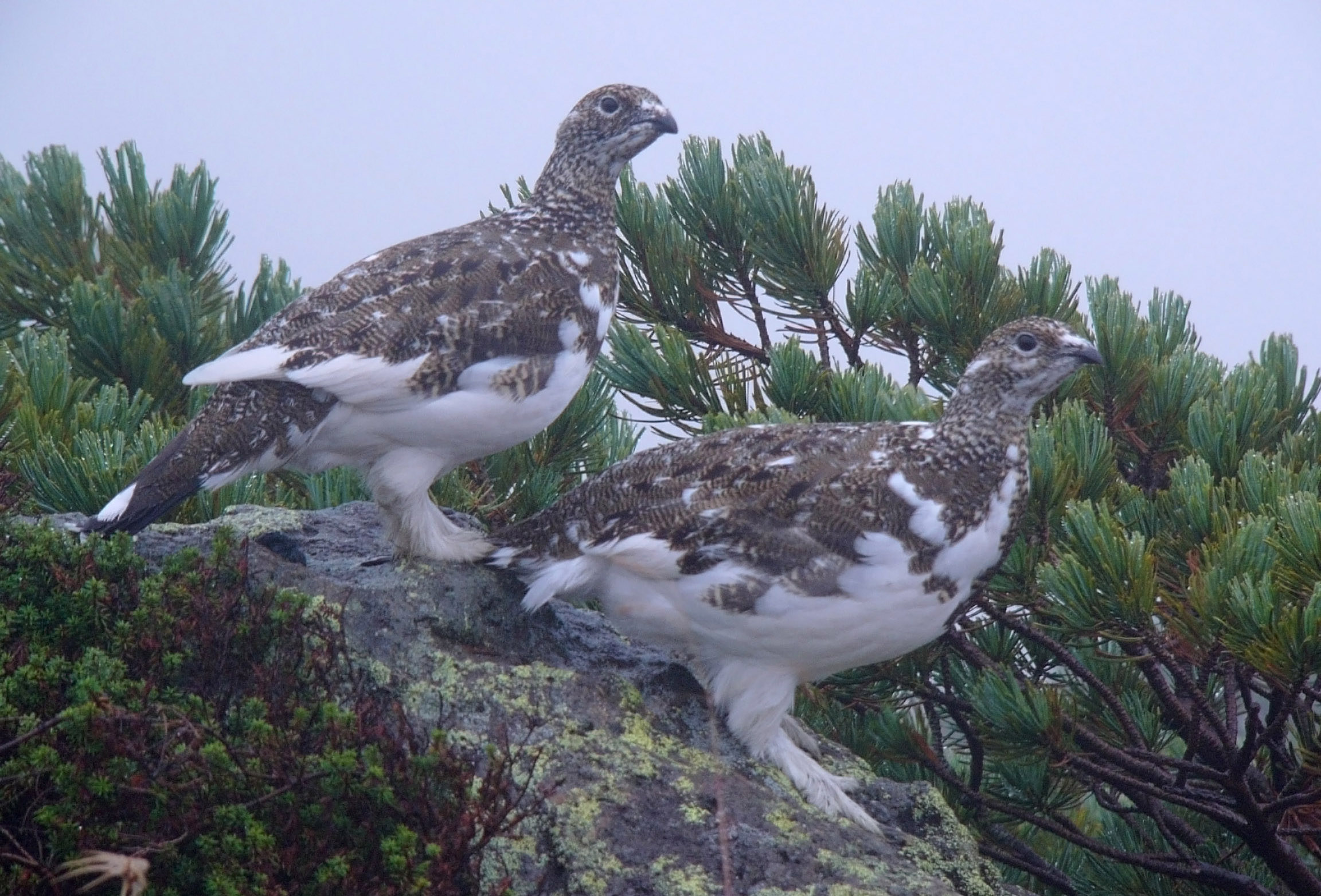
Den japanska underarten L. m. japonica fotograferade på hösten.

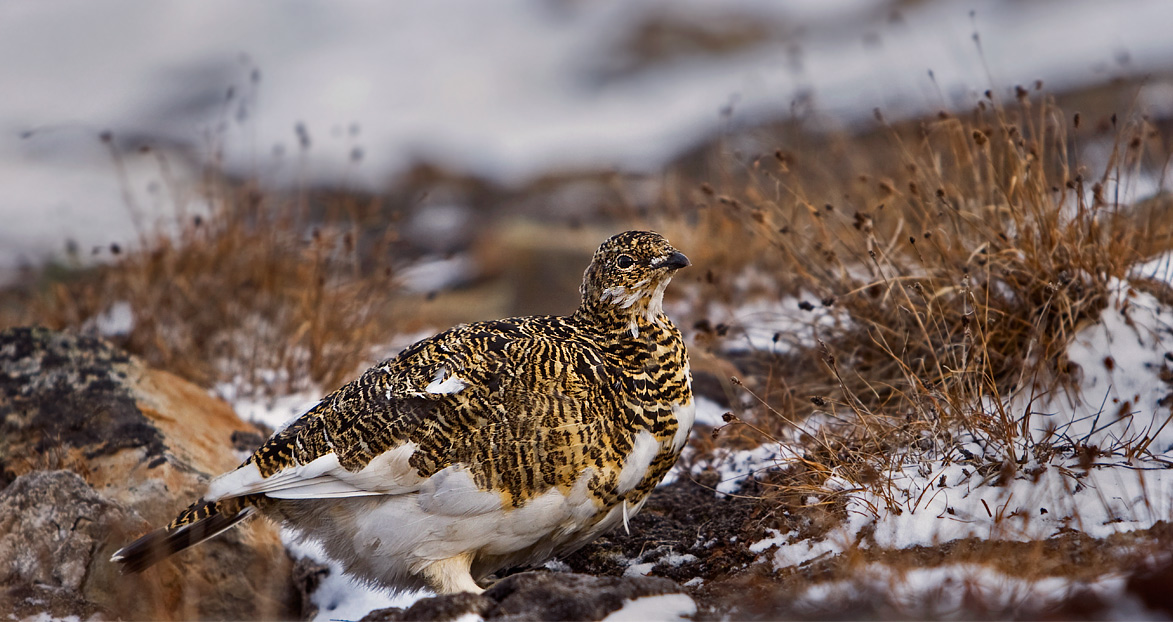
Lagopus muta hyperborea på Svalbard.

Nedan följer en lista med underarter som följer Clements et al. 2019. Klicka på "Visa" för att se listan med underarter.
| Lista med underarter: |
| --- |
| - Lagopus muta hyperborea – förekommer på Svalbard, Franz Josef Land och Björnön - nordeuropeisk fjällripa Lagopus muta muta – förekommer i Norge, norra Sverige, norra Finland och Kolahalvön - Lagopus muta millaisi – endemisk för Skottland - Lagopus muta pyrenaica – endemisk för Pyrenéerna - Lagopus muta helvetica – endemisk för Alperna, från Savoie till centrala Österrike. - Lagopus muta komensis – endemisk för norra Uralbergen - Lagopus muta pleskei – förekommer i norra Sibirien, från Tajmyrhalvön till (Taymyr Peninsula to Tjuktjerhalvön - Lagopus muta macrorhyncha – endemisk för Tarbagatajbergen i Ryssland - Lagopus muta nadezdae – förekommer i bergsområden i södra Sibirien och Mongoliet. Populationen i Pamiro-Alaj kan utgöra en ännu ej beskriven underart. - Lagopus muta transbaicalica – förekommer i sydöstra Sibirien, från Bajkalsjön till Ochotska havet - Lagopus muta kraschennikovi – endemisk för Kamtjatkahalvön - Lagopus muta ridgwayi – förekommer på Kommendörsöarna - Lagopus muta kurilensis – förekommer på Kurillerna - Lagopus muta japonica – endemisk för den japanska ön Honshu - Lagopus muta evermanni – endemisk för ön Attu i Aleuterna - Lagopus muta townsendi – förekommer på de båda aleutiska öarna Kiska och Mindre Kiska - Lagopus muta gabrielsoni – förekommer på de aleutiska öarna Amchitka, Mindre Sitkin och Råttön - Lagopus muta sanfordi – förekommer på de båda aleutiska öarna Tanaga och Kanaga - Lagopus muta chamberlaini – endemisk för ön Adak i Aleuterna - Lagopus muta atkhensis – endemisk för ön Atka i Aleuterna - Lagopus muta yunaskensis – endemisk för ön Yunaska i Aleuterna - Lagopus muta nelsoni – förekommer på de aleutiska öarna Unimak, Unalaska och Amaknak - Lagopus muta dixoni – förekommer utmed kuster och i bergsområden från Glacier Bay i Alska till nordvästra British Columbia - Lagopus muta kelloggae – förekommer i Alaska och norra Yukon - Lagopus muta rupestris – förekommer på tundra i norra Amerika - Lagopus muta saturata – endemisk för nordvästra Grönland - Lagopus muta capta – endemisk för östra Grönland - Lagopus muta reinhardti – endemisk för sydvästra Grönland - Lagopus muta welchi – endemisk för Newfoundland - Lagopus muta islandorum – endemisk för Island Underarterna komensis, transbaicalica och kraschennikovi inkluderas ofta i pleskei, macrorhyncha i nadezdae, gabrielsoni i townsendi, sanfordi och chamberlaini i atkhensis samt kellogae i nelsoni. |

### Förekomst i Sverige
Fjällripan häckar i klippig terräng och på fjällhedar ovan trädgränsen från norra Dalarna till Torne lappmark.

## Släktskap
Riporna placerades tidigare tillsammans med järpar, orrar, präriehöns och tjädrar i den egna familjen skogshöns (Tetraonidae). Genetiska studier visar dock att de utgör en del av familjen Phasianidae. Där utgör de en klad närmast släkt med kalkoner (Meleagris) och dessa två tillsammans med koklassfasan (Pucrasia macrolopha). Riporna utgör en systergrupp till en klad bestående av orrar, tjädrar, östasiatiska arten amurjärpe (Falcipennis) och nordamerikanska granjärpe (Canachites).

## Utseende, läte och fältkännetecken
Fjällripan är mycket lik dalripan med en stor rund kropp och ganska litet huvud. Som adult blir nominatformen 31–35 cm lång. Olika populationer är olika stora och individerna på exempelvis Svalbard och Aleuterna är avsevärt större än nominatformen.
Den har fjäderklädda tarser och röd kam ovanför ögat. Kammen är som störst på den häckande hanen. Fjällripans fjäderdräkt fungerar kamouflerande under hela året. Den ruggar från en vit fjäderdräkt på vintern till en gråbrunspräcklig på våren och sommaren. De häckande fåglarna har gråbrunspräcklig ovansida, vita vingar och undersida. Båda könen har svart stjärt året om. Vintertid är fjällripans dräkt helvit, förutom den svarta stjärten. Tuppen har dessutom året runt ett svart tygelstreck mellan den svarta näbben och ögat, som är mest framträdande i vinterdräkt.

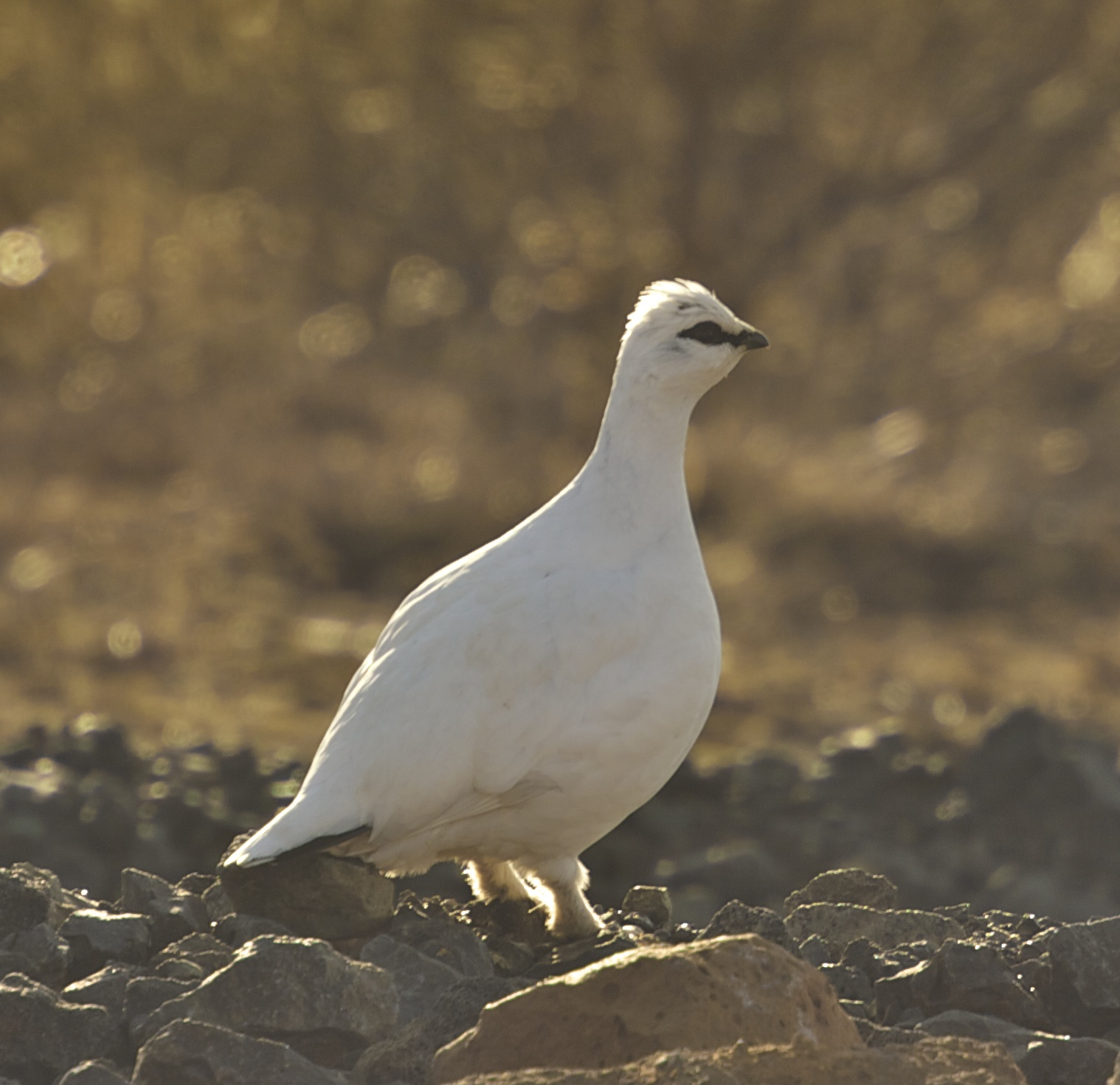
Fjällripa på Island (Lagopus muta islandorum) i vinterdräkt
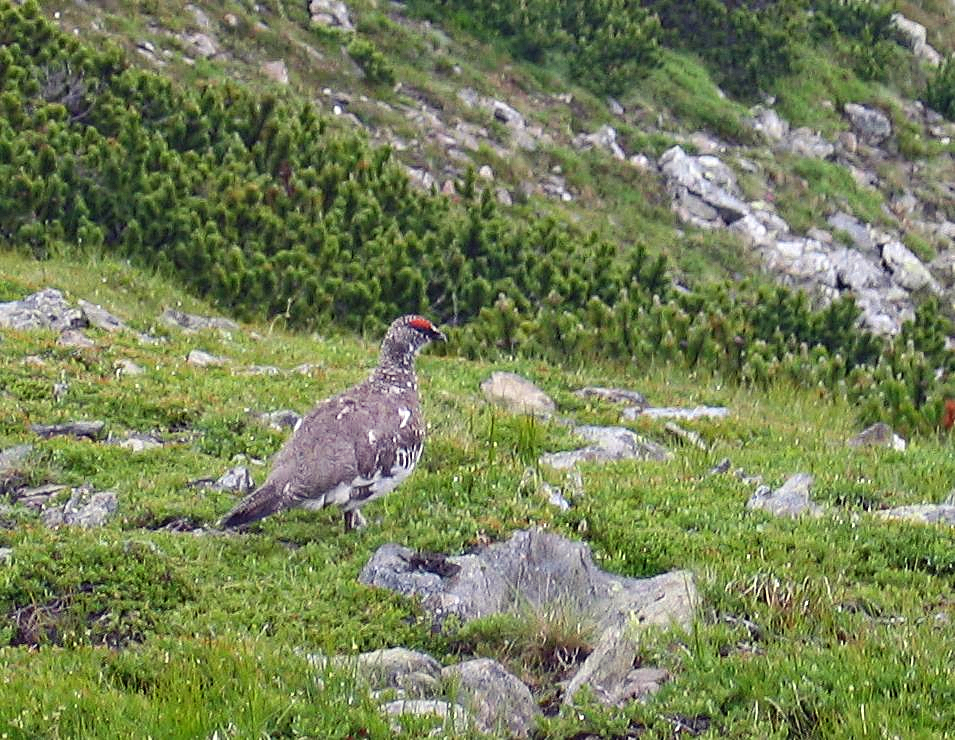
Fjällripa i Alperna (Lagopus muta helvetica) i sommardräkt
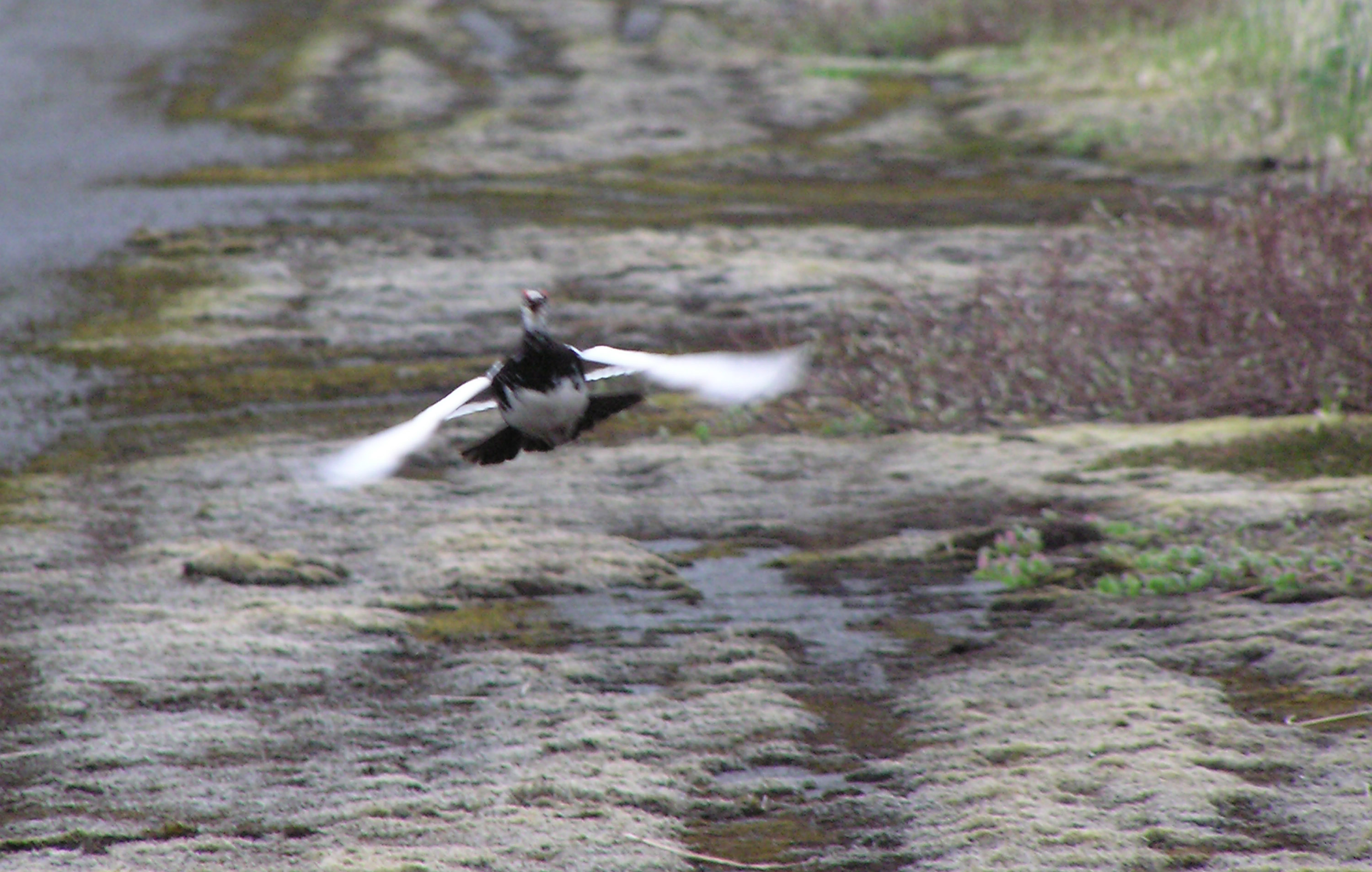
Fjällripa på Aleuterna (Lagopus muta evermanni) i flykten
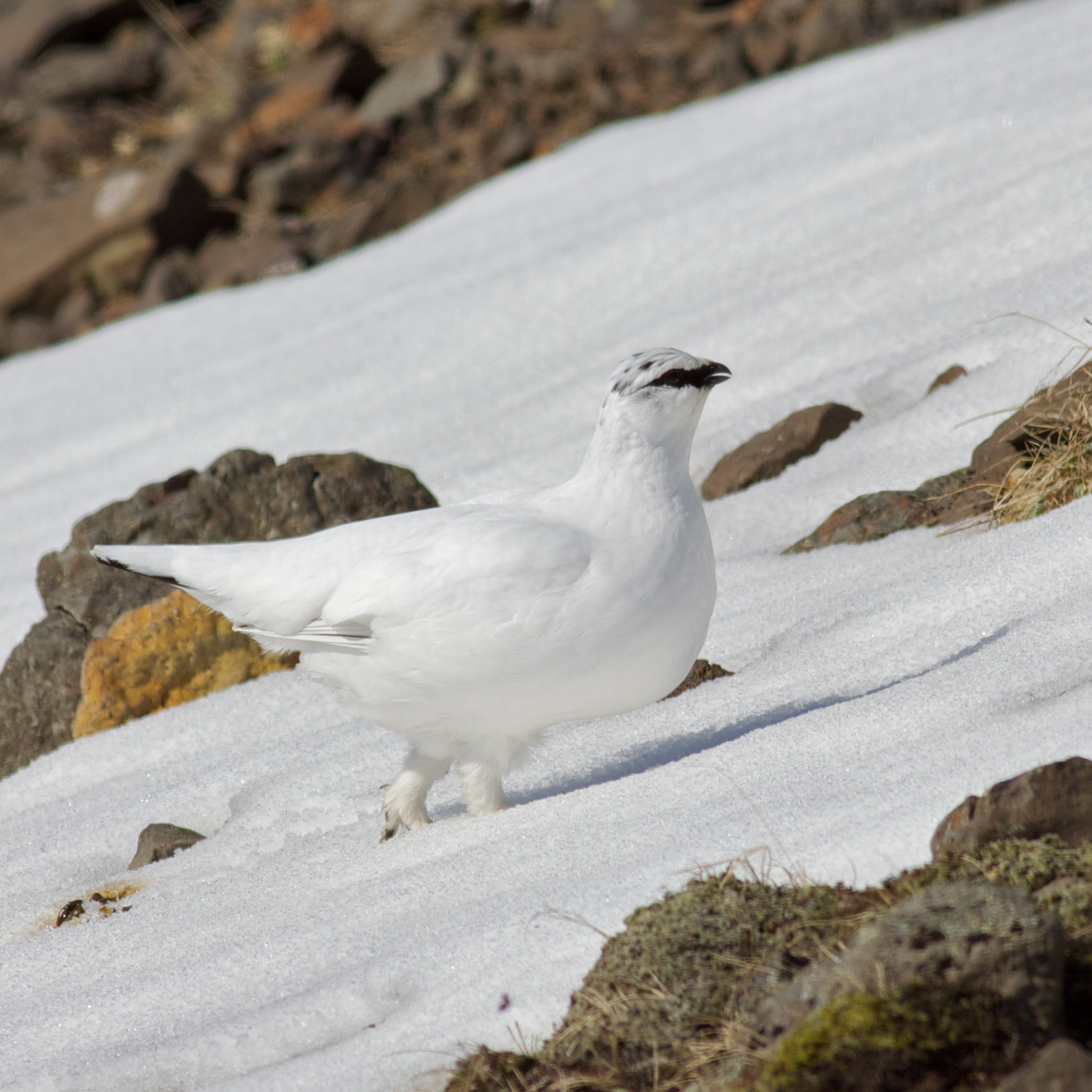
Lagopus muta islandorum på Snæfellsnes, Island, April 2012

### Ruggning
Under ruggningen på höst och vår uppträder de i övergångsdräkter med olika mycket vita och bruna fjäderpartier. Merparten av världens fåglar ruggar en eller två gånger om året men riporna (Lagopus) ruggar aktivt vid tre eller fyra tillfällen varje år. På hösten ruggar fjällripan till en helvit dräkt som den bär fram till våren för att sedan under sommaren rugga två eller tre gånger till då den anlägger fler och fler bruna fjädrar. Allt för att dräkten ska vara så väl anpassad till miljön som möjligt vilket ökar fjällripans kamouflerande skydd mot rovdjur.

### Skillnader mellan fjäll- och dalripa
Den kan åtskiljas ifrån dalripa genom val av habitat, då fjällripan föredrar högre höjder och kargare områden, men den är även mindre, mer gråbrun än rödbrun, har en klenare näbb och ett svart tygelstreck.

### Läte
Den har ett antal likartade dämpade knarrande och snarkande läten.

## Ekologi

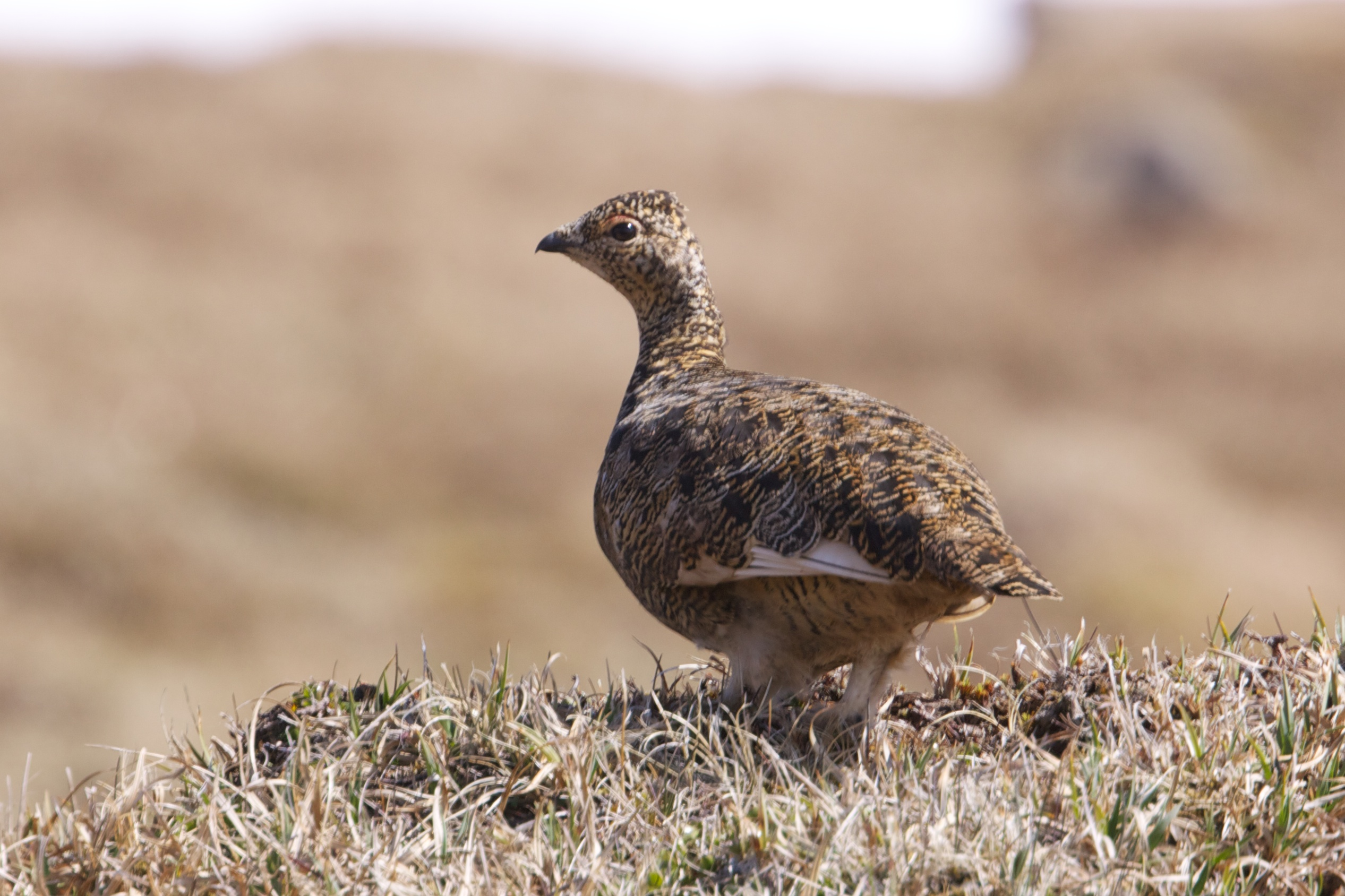
Fjällripa på Island (Lagopus muta islandorum) i sommardräkt.

På grund av att den lever i så karga och avlägsna miljöer så är den bara utsatt för predation av ett fåtal rovdjur, som kungsörn och jaktfalk. Detta gör att den på många platser kan uppträda förvånansvärt orädd och kan vara ganska enkel att komma nära.

### Biotop
Fjällripan lever på karg arktisk och subarktisk tundra, ofta i klippiga område. Ett undantag är populationerna som lever på Aleuterna som istället lever i låglänta gräsmarker. Trots att den föredrar högre höjder förekommer den även i nivå med havsytan och ända upp till 5 050 meters höjd.

### Föda
Den lever främst av knoppar av björk och pil men även av hängen när det finns. Den tar även olika frön, löv, blommor och bär andra växtdelar. Juvenilerna äter också insekter.

### Häckning och sexuell selektion

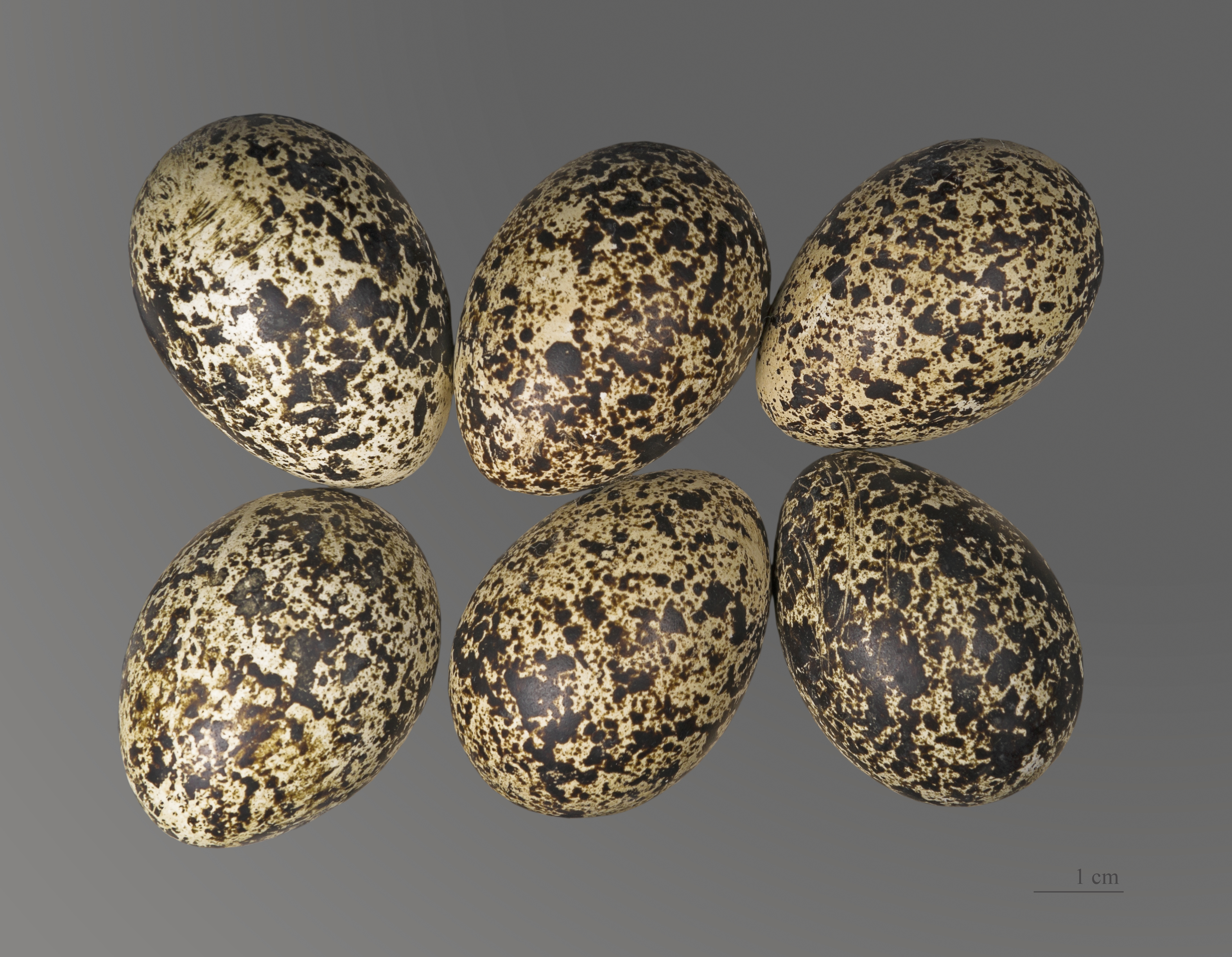
Kull av fjällripa.

Förutom den röda kammen har fjällripan inga ornament eller dylikt, som annars är typiskt för skogshönsen i tempererade områden. Studier har visat att arternas olikfärgade och olika stora kammar fungerar signalerande under parningsleken och under aggressiv interaktion mellan tupparna. Många studier har också visat att det finns en tydlig korrelation mellan kammens storlek och testosteronnivåerna hos hanarna, och att mängden testosteron även korrelerar gentemot aggressivt beteende gentemot andra hanar.
Tupparnas kammar har undersökts i ett antal studier kring sexuell selektion. En studie av fjällripor vid sjön Scarpa i Nunavut visade att under första året fanns ett samband mellan parningsframgången hos tupparna och deras storlek och kondition på kammen. Studien visade även att bigamistiska tuppar hade större kam medan monogama tuppar hade mindre. Sambandet med storlek förekom inte under andra året men däremot konditionen på kammen. Andra studier har visat på samma samband.
Boet är en uppskrapad grop direkt på marken. Den lägger i genomsnitt 5–8 ägg, men kullar med 3–12 förekommer. Äggen påminner om dalripans och ruvas av honan i 21–23 dagar. När äggen är kläckta tas ungarna om hand av honan.

## Fjällripan och människan

Fjällripan förekommer på Kiruna kommunvapen.

### Namn
Ripornas släktnamn Lagopus härstammar från grekiskans lagos (λαγως), som betyder "hare", + pous (πους), "fot", vilket syftar på deras fjäderklädda ben. Artepitetet muta härstammar från latin och betyder "stum", vilket i sin tur hänvisar till hanarnas enkla, kraxiga sång. Länge stavades detta artepitet felaktigt mutus, vilket berodde på missuppfattningen att Lagopus skulle vara maskulinum. Men då den grekiska termen λαγωπους är femininum måste artepitetet följa detta och därmed är muta det korrekta. Detta gäller även underartsepiteten som därmed följer samma grammatiska regel.
I Sverige har ripan dialektalt kallats Skarerypa, Skarvrypa eller Fjellskarr. Det samiska namnet Keron förekommer också i varianter som Kerun eller Giron.

### Fjällripan som jaktvilt
Huvudartikel: Ripjakt
På grund av sina levnadsvanor har fjällripan betydligt mindre jaktlig betydelse än dalripan. Fjällripa jagas främst vintertid genom smygjakt med finkalibriga kulvapen. Även snarning av fjällripa bedrivs, främst av samer. Fjällripan ingår i Isländsk tradition som en del i festmåltider. Under 2003 och 2004 förbjöds dock jakt på fjällripa på Island på grund av den minskande populationen. 2005 blev jakt återigen tillåten, men bara under november, och för personligt bruk, vilket innebär att försäljning av fjällripa på Island är förbjudet.

### Status och hot
Den globala populationen minskar men trots detta bedöms den av IUCN som livskraftig (LC) eftersom den har en mycket stor population och ett mycket stort utbredningsområde. Den globala populationen uppskattas till mellan fem och 25 miljoner vuxna individer, varav 250 000 till en miljon par häckar i Europa. Även beståndet i Sverige anses vara livskraftigt.

### I kulturen
Fjällripan är kanadensiska territoriet Nunavuts fågelsymbol. Den förekommer även på Kirunas kommunvapen.